# 固态电池
固態電池是一種採用固態電解質（又稱「固態離子導體」）的电池傳導離子的儲能裝置，其結構與傳統的鋰離子電池或鋰聚合物電池不同，完全摒棄了液態或凝膠態電解質。這項技術在理論上能提供更高的能量密度，並有望解決現有鋰電池的諸多缺陷，如易燃性、電壓限制、電解質界面不穩定及循環壽命較短等問題。由於科學界普遍認為傳統鋰電池的能量密度與安全性已接近理論極限，固態電池近年來被視為下一代儲能技術的重要發展方向，並與石墨烯電池共同被認為可能成為鋰電池的替代方案。
固態電池的設計允許使用金屬鋰作為負極，並搭配氧化物或硫化物正極，從而顯著提升能量儲存能力。其固態電解質不僅作為離子傳導介質，同時也扮演理想隔離層的角色，僅允許鋰離子通過，有效抑制枝晶生長與副反應。根據電池類型不同，能量密度可達每公斤250至900瓦時（Wh/kg），遠超現有液態鋰電池的理論上限。此外，部分固態電池的循環壽命可達10,000至100,000次，並能在極端溫度（-50°C至125°C）下保持穩定運作，適用於嚴苛環境。
儘管固態電解質的基礎研究可追溯至19世紀，但直到20世紀末至21世紀初，材料科學的突破才使該技術重獲關注，特別是在電動汽車領域的應用潛力驅動下。目前固態電解質的材料體系主要分為陶瓷類（如氧化物、硫化物、磷酸鹽）與固態聚合物兩大類，各有其優缺點：陶瓷電解質離子電導率高但脆性大，聚合物則加工性佳但熱穩定性較弱。
現階段固態電池已小規模應用於特定領域，例如人工心臟起搏器、無線射頻識別（RFID）標籤及穿戴式裝置等對安全性要求極高的場景。然而，大規模商業化仍面臨多重挑戰，包括固-固界面阻抗過高、材料成本昂貴（如硫化物電解質需稀有金屬）、量產工藝不成熟等問題。產業界普遍採取漸進式發展策略，先推動半固態電池作為過渡方案，而全固態電池的全面普及可能需等待2030年後技術進一步成熟。
全球主要國家與企業均積極布局此領域，例如日本豐田汽車計劃在2027年推出搭載固態電池的電動車，中國則將該技術列入《新能源汽車產業發展規劃》的核心攻關項目。學界與產業界的共識是，固態電池若成功突破現有瓶頸，將徹底改變能源儲存技術的格局，並在電動交通、航空航天及智能電網等領域引發革命性進步。

## 歷史
電池（和他的引申，固態電池）均被視為固態離子器件。固態離子學則起源於發現固態電解質硫化銀和氟化鉛的科學家米高·法拉第
固態電池的發展早在1950年代已經開始。但是，第一代固態電池的能量密度和電池組電壓都是低，而且內阻非常高。
1990年代，美國橡樹嶺國家實驗室研發了新一代的固態電解質。這些新的固態電解質其後被某些薄膜鋰電池使用。
2013年，美國科羅拉多大學波德分校的科學家研發了一個使用基於鐵和硫的合成陰極固態鋰電池。

## 好處
- 由于固态电池的功率重量比较高，所以它是电动汽车很理想的电池。[11]
- 这种电池估计有现有汽车电池的2倍至3倍的能量密度。[12]
- 固態電解質相較於目前普遍使用的電解液具有優良的熱穩定性，提升了電池運作的安全性。[13]

## 参阅
- 离子化合物
- 離子晶體
- 固体电解质（英语：Fast ion conductor）
- 約翰·B·古迪納夫
- 電池列表
- 鋰空氣電池
- 磷酸鐵鋰電池
- 隔膜 (電學)
- 雙電層電容器
- 智能手机、平板电脑